# Droga krajowa B250 (Niemcy)
Droga krajowa 250 (niem. Bundesstraße 250, B 250) – niemiecka droga krajowa składająca się z dwóch niezależnych odcinków, które nie stanowiły nigdy całości. Oba odcinki przebiegają przez teren Niemiec z północy na południe.

## Odcinek Hesja - Turyngia
Odcinek Hesja - Turyngia o długości 17 km przebiega od skrzyżowania z drogą B249 w Wanfried do skrzyżowania z drogą B7 koło Creuzburg.

## Odcinek w Saksonii-Anhalt
Odcinek w Saksonii-Anhalt ma długość 38 km i przebiega od skrzyżowania z drogą B180 na obwodnicy Querfurt do skrzyżowania z drogą B87 w Eckartsberga.